# Battaglia di Gondar
La battaglia di Gondar fu una battaglia della seconda guerra mondiale combattuta in Etiopia, a Gondar, nella regione dell'Amhara dal 10 maggio al 30 novembre 1941. Rappresentò la fase finale della campagna dell'Africa Orientale Italiana e vide contrapposti gli schieramenti italiani e anglo-abissini.
Di fronte alla travolgente controffensiva britannica in Africa Orientale Italiana il Viceré d'Etiopia Amedeo di Savoia diede alle sue truppe l'ordine di proseguire la lotta nei ridotti dell'Amba Alagi, del Galla Sidama e della regione degli Amara.

## Il ridotto di Gondar
Il ridotto, situato nell'Amhara, già mesi prima era stato fortificato dal generale Nasi e comprendeva un'area centrale con Gondar Azozo dove risiedeva il comando e quattro capisaldi esterni: Culqualber, Blagir, Tucul e Ualag. Inoltre due presidi a Debrà Tabor e Uolchefit. La ridotta era difesa da 13 battaglioni nazionali, 15 battaglioni coloniali e pochi squadroni di cavalleria indigena. All'incirca 40 000 uomini.
Le truppe italiane al comando del generale Guglielmo Nasi vennero schierate nell'Amhara.
Il generale Nasi, persi i rifornimenti da Addis Abeba, dovette amministrare le poche scorte rimaste per farle durare il più a lungo possibile riducendo le razioni e organizzando un mercato indigeno, una sezione recuperi per sfruttare ogni materiale e una sezione pesca sul lago Tana. Furono anche realizzati degli improvvisati carri armati riutilizzando trattori agricoli opportunamente blindati. Nei mesi di settembre e ottobre, tramite voli segreti dalla Libia, Nasi ricevette denaro dall'Italia per comprare derrate alimentari. Il 19 luglio il generale Nasi lanciò una canzone intitolata "I gondarini".
Il primo attacco britannico fu scatenato il 17 maggio 1941 e portò alla momentanea occupazione di Anguavà, ripresa subito dopo grazie all'azione della brigata del colonnello Torelli. Nei giorni seguenti, altri attacchi britannici in altri settori portarono all'occupazione del presidio di Debrà Tabor, comandato dal colonnello Angelini, che si arrese quasi senza combattere a differenza del presidio di Uolchefit. All'inizio dell'assedio, le forze aeree presenti nella base aerea di Gondar - Azozo era formata da due caccia Fiat CR.42 "Falco" ed un bombardiere Caproni Ca.133. Il Caproni venne utilizzato per rifornire dal cielo il presidio di Uolchefit, fino al suo danneggiamento da parte degli aerei inglesi l'8 agosto e la sua distruzione per probabile sabotaggio il 21 settembre.

## Il presidio di Uolchefit
Il presidio di Uolchefit, composto da due battaglioni di Camicie Nere al comando del tenente colonnello Mario Gonella invece resistette a oltranza. Alle Camicie Nere si affiancarono due gruppi bande, formate da irregolari indigeni, di cui una era la "banda Bastiani" al comando dell'allora sergente maggiore Angelo Bastiani, e l'altra la Gruppo Bande Amhara al comando del tenente Enrico Calenda. Già dal 17 aprile, a seguito del tradimento di ras Ajaleu Burrù, il presidio fu completamente isolato e il 10 maggio il tenente colonnello Gonella rifiutò una prima richiesta di resa pervenuta dai britannici, così il 28 maggio un duro assalto inglese obbligò gli italiani ad abbandonare le posizioni più avanzate a passo Ciank e Debarech. Il 22 giugno un nuovo contrattacco italiano, effettuato all'arma bianca dalle Camicie Nere e dalla "banda Bastiani", portò alla distruzione del presidio e alla rioccupazione del passo Ciank. Nel corso di questa operazione Angelo Bastiani, in combinazione con gli uomini di Calenda, catturò personalmente ras Ajaleu Burrù. Il comandante inglese Ringrose sfuggì alla cattura nascondendosi in un cespuglio. Informato della cattura di ras Ajaleu Burrù, il generale Nasi ordinò di non fucilarlo. In Italia Achille Beltrame dedicò all'azione una delle sue celebri copertine sulla Domenica del Corriere e Bastiani ottenne la Medaglia d'oro al Valor Militare.
Il 19 luglio il comando inglese, inviò al colonnello Gonella una seconda intimazione di resa, che fu respinta.
In agosto il presidio di Uolchefit fu posto sotto assedio anche dalla 12ª divisione al comando del generale Charles Fowkes. Il tenente Calenda cadde durante un bombardamento al passo Mecan, venendo insignito anch'egli della Medaglia d'oro al Valor militare. Per integrare gli scarsi viveri ci si adattò a procurarseli con scorribande notturne per alcuni giorni, ma il 25 settembre questi furono esauriti completamente. Il 18 e il 25 settembre furono effettuate le ultime due sortite poi il 28 settembre il presidio, dopo 165 giorni di battaglia, si arrese con l'onore delle armi. La resa del presidio di Uolchefit permise agli inglesi di completare l'accerchiamento della ridotta di Gondar e molte truppe furono destinate alla successiva Battaglia di Culqualber.

## Il presidio di passo Culqualber
Nel corso degli scontri di Culqualber il Primo gruppo mobilitato dei Carabinieri e il CCXL Battaglione camicie nere si immolò quasi al completo. Si distinse in particolare il muntaz Unatù Endisciau che rifiutando di arrendersi agli inglesi, in seguito alla capitolazione del ridotto avanzato di Debre Tabor, oltrepassate le linee nemiche raggiunse le linee italiane per portare in salvo il gagliardetto del battaglione. Ferito a morte nell'adempimento della missione, unico soldato di colore, fu decorato con la medaglia d'oro al valor militare.
Il 21 novembre 1941, la caduta del presidio di Culqualber spianò definitivamente la strada all'assedio della ridotta di Gondar.

## La caduta di Gondar
Il 23 novembre gli inglesi arrivarono sotto Gondar, il cui presidio era sguarnito poiché diversi ascari avevano disertato non avendo più ricevuto la paga. L'unico caccia Fiat CR.42 "Falco" ancora funzionante partì per un'azione sul più vicino campo di aviazione inglese, e il pilota, Ildebrando Malavolta, morì nell'azione. I sudafricani resero onore il giorno seguente lanciando sul campo un messaggio con scritto "Un omaggio al pilota del Fiat; è stato un valoroso - South African Air Force".
Il 27 novembre 1941 iniziò l'attacco finale degli inglesi diretto subito sull'aeroporto di Azozo. Nella mattinata cadde Azozo e le truppe britanniche raggiunsero il castello di Fasilades. Alle 14.30 il generale Guglielmo Nasi inviò in Italia l'ultimo dispaccio: "La brigata di riserva, lanciata sul fronte sud, non è riuscita a contenere l'attacco. Il nemico ha già superato il reticolato e i mezzi blindati sono penetrati in città. Ritengo esaurito ogni mezzo per un'ulteriore resistenza ed invio i parlamentari". Poco dopo il comando italiano di Gondar, locato nella Banca d'Italia, fu preso d'assalto e costretto alla resa. Il 30 novembre deposero le armi gli italiani negli ultimi presidi che ancora resistevano. L'ultima piazzaforte nell'Africa Orientale Italiana fu completamente conquistata dagli inglesi.